# Coupe d'Allemagne de football 2011-2012
Navigation
Édition précédente Édition suivante
La Coupe d'Allemagne de football 2011-2012 est la 69e édition de la Coupe d'Allemagne de football (DFB-Pokal) dont le tenant du titre est le FC Schalke 04.
Le vainqueur reçoit une place pour la phase de groupes de la Ligue Europa 2012-2013, dans la mesure où il n'est pas qualifié pour la Ligue des champions par l'intermédiaire des 3 premières places du championnat. Dans ce cas, la place reviendrait au finaliste perdant, et si le cas se répète, elle reviendrait au championnat.
La finale a lieu comme chaque année depuis 1985 à l'Olympiastadion Berlin. Les deux meilleures équipes allemandes du moment se rencontrent et la victoire revient au Borussia Dortmund qui l'emporte 5 buts à 2 face au Bayern Munich. Le Borussia Dortmund réalise le doublé (coupe et championnat d'Allemagne) cette année-là et affirme sa domination en Allemagne.

## Clubs participants
Les soixante-quatre participants sont présents en fonction de différents critères :
| Bundesliga les 18 clubs de la saison 2010-2011 | 2. Bundesliga les 18 clubs de la saison 2010-2011 | 3. Liga les 4 meilleurs de la saison 2010-2011                     | Coupes régionales les vainqueurs des coupes régionales Landespokal des 21 associations régionales de la DFB1 |
| Borussia Dortmund Bayer 04 Leverkusen Bayern Munich Hanovre 96 1. FSV Mayence 05 1. FC Nuremberg 1. FC Kaiserslautern Hambourg SV SC Fribourg 1. FC Cologne TSG 1899 Hoffenheim VfB Stuttgart Werder Brême FC Schalke 04 (Tenant du titre) VfL Wolfsburg Borussia Mönchengladbach Eintracht Francfort FC St. Pauli | Hertha BSC Berlin FC Augsbourg VfL Bochum SpVgg Greuther Fürth FC Erzgebirge Aue Energie Cottbus Fortuna Düsseldorf MSV Duisbourg TSV 1860 Münich Alemannia Aix-la-chapelle 1. FC Union Berlin SC Paderborn 07 FSV Francfort FC Ingolstadt 04 Karlsruher SC VfL Osnabrück Rot-Weiß Oberhausen Arminia Bielefeld | Eintracht Brunswick Hansa Rostock Dynamo Dresde SV Wehen Wiesbaden | - Bade SV Sandhausen (D3) - Bavière SSV Jahn Ratisbonne (D3) SpVgg Unterhaching (D3) - Berlin BFC Dynamo (OL) - Brandebourg SV Babelsberg 03 (D3) - Brême FC Oberneuland (OL) - Hambourg Hambourg-Eimsbütteler TV (LL) - Hesse KSV Hesse-Kassel (RL) - Mecklembourg-Poméranie FC Anker Wismar (OL) - Mittelrhein TSV Germania Windeck (VL) - Niederrhein Rot-Weiss Essen (RL) - Basse-Saxe BSV Kickers 1946 Emden (OL) VfB Oldenburg (OL) - Rhénanie SV Eintracht Trèves 1905 (RL) - Sarre 1. FC Saarbrücken (D3) - Saxe Red Bull Leipzig (RL) - Saxe-Anhalt Hallescher FC (RL) - Schleswig-Holstein SV Holstein Kiel (RL) - Bade méridionale FC Teningen (LL) - Sud-Ouest SVN Zweibrücken (OL) - Thüringe ZFC Meuselwitz (RL) - Westphalie SC Wiedenbrück 2000 (RL) Rot-Weiss Ahlen (OL) - Würtemberg 1. FC Heidenheim 1846 (D3) |

## Calendrier
| Tour | Nom              | Dates retenues                |
| 1    | 1er tour         | ven.-lun. 29 juillet-1er août |
| 2    | 2e tour          | mar.-mer. 25-26 octobre       |
| 3    | 3e tour          | mar.-mer. 20-21 décembre      |
| 4    | Quarts de finale | mar.-mer. 7-8 février         |
| 5    | Demi-finales     | mar.-mer. 20-21 mars          |
| 6    | Finale           | samedi 12 mai                 |

## 1ertour
Il s'agit des 32e de finale qui se sont déroulés du 29 juillet au 1er août 2011.
| Date         | Locaux                | Score                | Visiteurs                |
| ------------ | --------------------- | -------------------- | ------------------------ |
| 29.07. 20:30 | 1. FC Saarbrücken     | 1 – 3 (a.p.)         | FC Erzgebirge Aue        |
| 29.07. 20:30 | RB Leipzig            | 3 – 2                | VfL Wolfsburg            |
| 29.07. 20:30 | SV Wehen Wiesbaden    | 1 – 2                | VfB Stuttgart            |
| 29.07. 20:30 | VfL Osnabrück         | 2 – 3 (a.p.)         | TSV 1860 München         |
| 29.07. 20:30 | SSV Jahn Ratisbonne   | 1 – 3                | Borussia Mönchengladbach |
| 29.07. 20:30 | Rot-Weiss Essen       | 2 – 2 (a.p.) 4 tab 3 | 1. FC Union Berlin       |
| 30.07. 15:30 | BFC Dynamo            | 0 – 3                | 1. FC Kaiserslautern     |
| 30.07. 15:30 | 1. FC Heidenheim 1846 | 2 – 1                | Werder Brême             |
| 30.07. 15:30 | VfB Oldenburg         | 1 – 2                | Hambourg SV              |
| 30.07. 15:30 | Hallescher FC         | 0 – 2                | Eintracht Francfort      |
| 30.07. 15:30 | Arminia Bielefeld     | 1 – 5                | 1. FC Nuremberg          |
| 30.07. 15:30 | SV Babelsberg 03      | 0 – 2                | MSV Duisbourg            |
| 30.07. 15:30 | Eintracht Trèves      | 2 – 1                | FC St. Pauli             |
| 30.07. 15:30 | Rot Weiss Ahlen       | 0 – 10               | SC Paderborn 07          |
| 30.07. 15:30 | Dynamo Dresde         | 4 – 3 (a.p.)         | Bayer 04 Leverkusen      |
| 30.07. 19:30 | SV Sandhausen         | 0 – 3                | Borussia Dortmund        |
| 30.07. 19:30 | Holstein Kiel         | 3 – 0                | Energie Cottbus          |
| 30.07. 19:30 | Rot-Weiß Oberhausen   | 1 – 2 (a.p.)         | FC Augsburg              |
| 30.07. 19:30 | Hansa Rostock         | 2 – 2 (a.p.) 3 tab 5 | VfL Bochum               |
| 30.07. 19:30 | Kickers Emden         | 1 – 5 (a.p.)         | FSV Francfort            |
| 31.07. 14:30 | FC Anker Wismar       | 0 – 6                | Hanovre 96               |
| 31.07. 14:30 | SpVgg Unterhaching    | 3 – 2                | SC Fribourg              |
| 31.07. 14:30 | Karlsruher SC         | 3 – 1                | Alemannia Aachen         |
| 31.07. 14:30 | FC Oberneuland        | 1 – 4                | FC Ingolstadt 04         |
| 31.07. 14:30 | Eimsbütteler TV       | 0 – 10               | SpVgg Greuther Fürth     |
| 31.07. 16:00 | ZFC Meuselwitz        | 0 – 4                | Hertha BSC Berlin        |
| 31.07. 16:00 | TSV Germania Windeck  | 1 – 3 (a.p.)         | TSG 1899 Hoffenheim      |
| 31.07. 17:30 | KSV Hessen Kassel     | 0 – 3                | Fortuna Düsseldorf       |
| 31.07. 17:30 | FC Teningen           | 1 – 11               | FC Schalke 04            |
| 31.07. 17:30 | SVN Zweibrücken       | 1 – 2 (a.p.)         | 1. FSV Mayence 05        |
| 31.07. 17:30 | SC Wiedenbrück 2000   | 0 – 3                | 1. FC Köln               |
| 01.08. 20:30 | Eintracht Brunswick   | 0 – 3                | FC Bayern München        |

## 2etour
Il s'agit des 16e de finale qui se sont déroulés du 25 au 26 octobre 2011.
| Date         | Locaux                   | Score                  | Visiteurs                |
| ------------ | ------------------------ | ---------------------- | ------------------------ |
| 25.10. 19:00 | Fortuna Düsseldorf       | 3-0                    | TSV 1860 München         |
| 25.10. 19:00 | SpVgg Unterhaching       | 1-4                    | VfL Bochum               |
| 25.10. 19:00 | 1. FC Heidenheim 1846    | 0-0 (a.p.)(3-4 t.a.b.) | Borussia Mönchengladbach |
| 25.10. 19:00 | RB Leipzig               | 0-1                    | FC Augsburg              |
| 25.10. 20:30 | Borussia Dortmund        | 2-0                    | SG Dynamo Dresde         |
| 25.10. 20:30 | 1899 Hoffenheim          | 2-1                    | 1. FC Cologne            |
| 25.10. 20:30 | SpVgg Greuther Fürth     | 4-0                    | SC Paderborn 07          |
| 25.10. 20:30 | SV Eintracht Trèves 1905 | 1-2 (a.p.)             | Hambourg SV              |
| 26.10. 19:00 | Hanovre 96               | 0-1 (a.p.)             | 1. FSV Mayence 05        |
| 26.10. 19:00 | Karlsruher SC            | 0-2                    | FC Schalke 04            |
| 26.10. 19:00 | SV Holstein Kiel         | 2-0                    | MSV Duisbourg            |
| 26.10. 19:00 | Rot-Weiss Essen          | 0-3                    | Hertha BSC               |
| 26.10. 20:30 | Bayern Munich            | 6-0                    | FC Ingolstadt 04         |
| 26.10. 20:30 | VfB Stuttgart            | 3-0                    | FSV Francfort            |
| 26.10. 20:30 | Eintracht Francfort      | 0-1 (a.p.)             | 1. FC Kaiserslautern     |
| 26.10. 20:30 | FC Erzgebirge Aue        | 1-2                    | 1. FC Nuremberg          |

## 1/8° de finale
Il s'agit des 8e de finale qui se sont déroulés du 20 au 21 décembre 2011
| Date         | Locaux                   | Score                   | Visiteurs            |
| ------------ | ------------------------ | ----------------------- | -------------------- |
| 20.12. 19:00 | VfL Bochum               | 1-2                     | Bayern München       |
| 20.12. 19:00 | 1. FC Nürnberg           | 0-1                     | Greuther Fürth       |
| 20.12. 20:30 | 1899 Hoffenheim          | 2-1                     | FC Augsburg          |
| 20.12. 20:30 | Fortuna Düsseldorf       | 0-0 (a.p.) (4-5 t.a.b.) | Borussia Dortmund    |
| 21.12. 19:00 | Hertha BSC Berlin        | 3-1                     | 1. FC Kaiserslautern |
| 21.12. 19:00 | Holstein Kiel            | 2-0                     | 1. FSV Mayence 05    |
| 21.12. 20:30 | VfB Stuttgart            | 2-1                     | Hamburger SV         |
| 21.12. 20:30 | Borussia Mönchengladbach | 3-1                     | Schalke 04           |

## 1/4 de finale
Il s'agit des 4e de finale qui se sont déroulés du 07 au 8 février 2012
| Date         | Locaux            | Score | Visiteurs                |
| ------------ | ----------------- | ----- | ------------------------ |
| 07.02. 20:30 | Holstein Kiel     | 0-4   | Borussia Dortmund        |
| 08.02. 19:00 | 1899 Hoffenheim   | 0-1   | Greuther Fürth           |
| 08.02. 19:00 | Hertha BSC Berlin | 0-2   | Borussia Mönchengladbach |
| 08.02. 20:30 | VfB Stuttgart     | 0-2   | Bayern München           |

## 1/2 finale
Il s'agit des 2e de finale qui se sont déroulés le 20 et 21 mars 2012
| Date         | Locaux                   | Score                  | Visiteurs         |
| ------------ | ------------------------ | ---------------------- | ----------------- |
| 20.03. 20:30 | Greuther Fürth           | 0-1 (a.p.)             | Borussia Dortmund |
| 21.03. 20:30 | Borussia Mönchengladbach | 0-0 (a.p.) (2-4 t.a.b) | Bayern Munich     |

## Finale
La finale se joue le samedi 12 mai 2012, sur le terrain du stade olympique de Berlin (Olympiastadion Berlin).
Alors que le Bayern entre le mieux dans la partie, c'est le Borussia qui ouvre le score par l'intermédiaire de Shinji Kagawa à la suite d'une erreur défensive bavaroise. Dominateur durant les vingt premières minutes, le Bayern concrétise sa supériorité sur le terrain par un but d'Arjen Robben à la 25e. Sur penalty, le Néerlandais permet à son équipe d'égaliser, ce qu'il n'avait pas réussi à faire en championnat un mois plus tôt au Westfalenstadion. Tandis que les débats s'équilibrent, le Borussia finit la première période en trombe et marque deux buts. Au retour des vestiaires, les occasions se succèdent dans les deux sens et c'est Dortmund qui parvient à se mettre à l'abri grâce au deuxième but de Robert Lewandowski. Malgré la réduction du score signée Franck Ribéry, le Borussia se dirige vers le premier doublé coupe-championnat de son histoire, et encore plus rapidement lorsque Lewandowski réalise le triplé.

## Buteurs
7 buts
- Robert Lewandowski (Borussia Dortmund)

5 buts
- Klaas-Jan Huntelaar (FC Schalke 04)

4 buts
- Adrián Ramos (Hertha BSC Berlin)
- Sercan Sararer (SpVgg Greuther Fürth)

3 buts
- Cacau (VfB Stuttgart)
- Markus Feulner (1. FC Nuremberg)
- Daniel Frahn (en) (RB Leipzig)
- Shinji Kagawa (Borussia Dortmund)
- Marco Reus (Borussia Mönchengladbach)
- Sascha Rösler (Fortuna Düsseldorf)
- Matthew Taylor (SC Paderborn 07)

Source : kicker.de